# Хелпт
Хелпт (њем. Helpt) општина је у њемачкој савезној држави Мекленбург-Западна Померанија. Једно је од 53 општинска средишта округа Мекленбург-Штрелиц. Према процјени из 2010. у општини је живјело 384 становника. Посједује регионалну шифру (AGS) 13055084.

## Географски и демографски подаци
Хелпт се налази у савезној држави Мекленбург-Западна Померанија у округу Мекленбург-Штрелиц. Општина се налази на надморској висини од 120 метара. Површина општине износи 22,4 km². У самом мјесту је, према процјени из 2010. године, живјело 384 становника. Просјечна густина становништва износи 17 становника/km².